# Rhegmoclemina melanderi
Rhegmoclemina melanderi är en tvåvingeart som beskrevs av Cook 1955. Rhegmoclemina melanderi ingår i släktet Rhegmoclemina och familjen dyngmyggor. Inga underarter finns listade i Catalogue of Life.